# Jacques Médina Thémopelé
Jacques Médina Thémopelé, né le 8 février 1998 à Brazzaville est un footballeur international congolais.

## Biographie

### Formation
D'origine congolaise, Jacques Médina Thémopelé intègre le  Centre d'Études et Sport la Djibri « CESD » tout jeune, il y passe sept ans de formation avant de commencer sa carrière professionnelle où il sera courtisé par le Club athlétique bizertin en Tunisie.

## Carrière

### CA Bizertin
Répéré lors d'un match des quarts de finale de la Coupe du Congo qui opposait le Centre d'Etudes et Sport la Djiri « CESD » contre Cara Brazzaville par son agent, Jacques Médina Thémopelé signe un contrat professionnel de quatre ans chez les Tunisiens du Club athlétique bizertin. Le jeune attaquant de 17 ans est présélectionné à deux reprises chez les Diables Rouges A' de Congo-Brazzaville.
Bloqué par le Club athlétique bizertin au moment de sa résiliation du contrat après avoir joué seulement deux ans et demi, Jacques Médina Thémopelé ne peut jouer pour le Stade tunisien, où il a signé en hiver, il va porter l'affaire devant la FIFA.
À la suite du conflit entre le joueur et le club, Jacques Médina Thémopelé est prêté par le Club athlétique bizertin à l'Avenir sportif de Gabès où il va jouer la mi-saison avant de retourner vers son club pour terminer son contrat de quatre ans.

### Stade tunisien
L'attaquant congolais change de club mais reste en Tunisie, après avoir passé plus de quatre saison au sein du Club athlétique bizertin, Jacques Médina Thémopelé va parapher un contrat de deux ans et demi avec le Stade tunisien.

### AS Vita Club de Kinshasa
Jacques Médina Thémopelé rejoint l'AS Vita Club, il était libre depuis la fin de son contrat au Stade tunisien depuis le 1er juillet 2021. Il s’engage avec le club de la capitale de Kinshasa en R.D.C pour deux saisons renouvelables. L’AS Vita Club se renforce ainsi avec un nouveau pion à la pointe de l’attaque.
Après la fin de son contrat avec les Tunisiens, aucune des deux parties n’a souhaité renouveler le bail. Jacques Médina Thémopelé a décidé d’accepter la proposition de l’AS Vita Club qui lui paraît alléchante.

### Le flop dans l'AS Vita Club
Après une saison arrêtée à mi-chemin à cause entre autres de l’arrêt du championnat et de l’élimination en quart de finale de la Ligue des champions de CAF en terminant dernier de son groupe composé de JS Kabylie, Widad Casablanca et Petro de Luanda, Jacques Médina Themopelé se retrouve dans la liste de toilettage de l'effectif au sein de l'équipe vert et noir de Kinshasa.

### Nouveau départ avec Al-Hidd Club
Jacques Medina Temopelé debarque à Al-Hidd (Première Division Bahreïn) !
Libre de tout contrat après sont départ de l'AS Vita Club de Kinshasa, le jeune attaquant Congolais Jacques Médina Temopelé s'engage avec la formation de Al-Hidd, club de première division en Première League du championnat de Bahreïn.
L' ancien joueur de Racine Football Club, Stade Tunisien, et As Vita Club à parapher un contrat d'une saison avec Al-Hidd.